# Tim in Amerika
Tim in Amerika (franz. Originaltitel: Tintin en Amérique) ist ein Comicalbum aus der Reihe Tim und Struppi des belgischen Zeichners Hergé, das zunächst von 1931 bis 1932 als Fortsetzungsgeschichte in der Le Petit Vingtième erschien und 1932 als Album in Schwarz-Weiß erschien. Die kolorierte Fassung wurde 1946 vollständig neu gefasst und 1973 erneut überarbeitet.

## Handlung

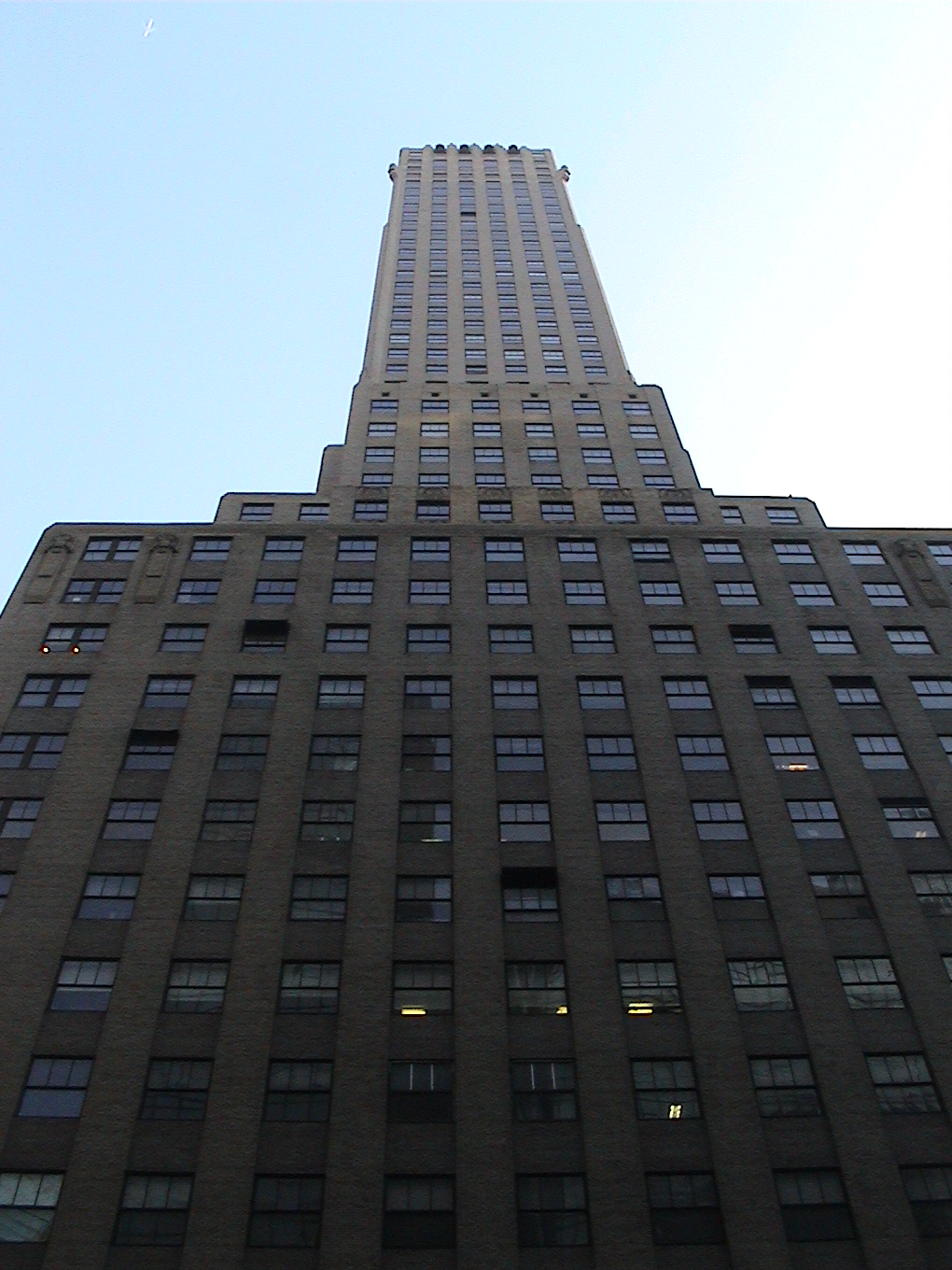
Ein Bild des Chanin Building in Chicago inspirierte Hergé zu einer Szene, in der Tim an der Fassade eines Hochhauses entlangklettert

Der Reporter Tim reist mit seinem Hund Struppi nach Amerika und besucht die Stadt Chicago, um von dort zu berichten. Doch die Verbrecher von Al Capone sind schon alarmiert. Tim wird sofort, nachdem er den Zug verlassen hat, mit einem Taxi der Gangster abgepasst und entführt. Mit Geschick kann er sich befreien, wird aber bald darauf erneut entführt, kann sich erneut befreien und schnappt dabei Al Capone. Doch der Polizist, den er um Hilfe bittet, will ihm scheinbar nicht glauben und erklärt ihn für verrückt, und er muss vor der Polizei fliehen. Bald darauf schnappt er einen weiteren Gangster, und er benachrichtigt aus seinem Hotelzimmer die Polizei. Die Polizisten bringen ihn ins vermeintliche Polizeirevier, welches sich aber als Geschäftsbetrieb einer mit Al Capone konkurrierenden Verbrecherorganisation herausstellt. Der Chef dieses Gangster-Syndikates Chicagos will ihn anwerben. Tim soll ihm behilflich sein, Al Capone zur Strecke zu bringen. Tim lehnt ab, und die Verbrecher versuchen ihn umzubringen. Abermals kann Tim entkommen und schafft es diesmal mit Hilfe von Polizisten, die Verbrecher der Organisation dingfest zu machen. Nur der Chef der Bande kann entkommen.
Tim erfährt durch ein Telegramm, dass der Gangsterboss Bobby Smiles nach Redskincity geflohen ist, einem Dorf am Rande eines Indianerreservates. Tim folgt der Spur des Verbrechers, der die Indianer gegen Tim aufbringt. Tim wird von den Indianern geschnappt, kann sich jedoch auch aus dieser Situation befreien. Aber die Indianer sind ihm erneut auf der Spur und treiben ihn in ein unterirdisches Tunnelsystem. Die Indianer rollen einen gewaltigen Stein auf den einzigen Ausgang, und Tim ist schon wieder gefangen. Tim nutzt das Pulver aus seinen Pistolenpatronen für eine Sprengung, wodurch er einer Ölquelle Bahn schafft und zugleich vom Ölstrom herausgespült wird. Sofort kommen einige Geschäftsleute auf ihn zugestürzt, um ihm die Quelle abzukaufen. Tim lehnt einen Verkauf ab, gehört die Quelle doch den Indianern. Ein Geschäftsmann drückt zugleich dem Häuptling des Stammes 25 Dollar in die Hand, der Stamm habe eine halbe Stunde zum Packen und Verschwinden. Eine Stunde später werden die Indianer von bewaffneten Soldaten vertrieben. Zwei Stunden später beginnt der Bau einer Stadt. Am nächsten Morgen ist die Großstadt fertiggestellt. Tim verlässt die Stadt, geht zurück in den Wilden Westen und folgt erneut der Spur des Verbrechers.
Irrtümlich wird Tim von zwei Polizisten verhaftet und kurz darauf von Cowboys entführt, die ihn lynchen wollen. Nachdem mehrere Versuche, ihn zu lynchen, wegen zu schwacher Seile scheitern, beginnen die Cowboys einen Streit, und Tim schafft es, zu entkommen. Tim folgt nun weiter der Spur von Bobby Smiles und schafft es, ihn zu überwältigen. Er verstaut ihn in eine riesige Kiste und schickt ihn als zerbrechliche Fracht zurück nach Chicago, direkt zur Polizei.
Tim, der ebenfalls zurück nach Chicago gereist ist, wird nun auch in den USA eine Berühmtheit. Geschäftsleute und Lobbyisten versuchen ihn erfolglos zu engagieren. Während Tim mit diesen Gesprächen beschäftigt ist, wird Struppi entführt. Tim soll 50.000 Dollar zahlen. Tim gelingt es schließlich, auch diese Kidnapperbande gefangen zu nehmen und sie der Polizei zu übergeben. Aber auch in diesem Fall entkommt der Boss der Organisation, was aber dank Tim nicht lange so bleibt.
Tim hat es also geschafft, zwei der gefährlichen Unterweltbosse Chicagos hinter Gittern zu bringen. Der Chef des Zentralkomitees zur Unterstützung bedürftiger Gangster ist aufgebracht und hetzt seine Mitglieder auf Tim. Tim wird entführt und soll umgebracht werden, überlebt jedoch und überwältigt auch diese Gangster. Nach diesem Abenteuer resümiert ein Radioreporter, dass Tim es geschafft hätte, 355 Mitglieder des Chicagoer Gangster-Syndikats in ihren Hauptquartieren festnehmen zu lassen. Weitere Verhaftungen seien überdies hinaus zu erwarten. Nach einer Konfettiparade und einer Reihe von Empfängen zu Tims Ehren schifft er sich nach Europa ein.

## Hintergrund
Das Werk entstand 1931, zur Zeit der amerikanischen Prohibition, in der auch der reale Al Capone aktiv war. In der zweiten Buchhälfte, die im Wilden Westen handelt, ist die Sympathie Hergés gegenüber den Indianern deutlich dargestellt, wenngleich auch in der neueren Fassung von 1946 das Schicksal dieser Ureinwohner nicht mehr ganz so schwarz dargestellt wird wie noch zuvor. Wie im Band zuvor die Afrikaner werden auch die „Rothäute“ zuweilen noch naiv und leichtgläubig dargestellt. Die in der Handlung erwähnte Szene, in der in 24 Stunden eine Stadt aus dem Boden gestampft wird, ist eine überspitzte Kritik an der kapitalistischen Expansion innerhalb Amerikas. Trotz einiger scharfer Kritik von Verlegern hat Hergé diese Passage jedoch nie gestrichen.
Für die englische beziehungsweise die US-amerikanische Übersetzung 1973 wurden einige Text- und Bildänderungen vorgenommen, sodass kein Schwarzer mehr in dieser Übersetzung vorkommt. Die heutige deutsche Farbversion entspricht von den Bildern her dieser englischen Fassung, wobei die besagten Textänderungen nicht vorgenommen wurden.
Al Capone, der einzige Verbrecher der Tim-und-Struppi-Comics, der wirklich existierte, war schon im Band Tim im Kongo Tims Gegenspieler. Der Band wurde 1987 von Ariola Express als deutsches Hörspiel adaptiert. Hier wurde der Auftritt von Al Capone gestrichen und Bobby Smiles tritt als alleiniger Vorsitzender des Syndikats auf. 1992 wurde zudem auch eine halbstündige Zeichentrickfassung erstellt.
Die Darstellung der Indianer ist sehr präzise und detailliert, wie es von nun an praktisch in allen Bänden zu einem Markenzeichen Hergés werden sollte. Als Quellen verwendete Hergé vorwiegend drei Werke: Zunächst ein 1928 in Paris veröffentlichtes Buch von René Thévenin und Paul Coze, Mœurs et histoire des Indiens Peaux-Rouges (Sitten und Geschichte der Rothaut-Indianer), sowie für deren zeitgenössisches Leben Scènes de la vie future (Spiegel der Zukunft) von Georges Duhamel und einer Sondernummer des Magazins Le Crapouillot (Der Granatwerfer).

## Alte und neue Edition im Vergleich
Zwischen der alten und neuen Version bestehen einige Unterschiede:
| Szene                                                | Alte Edition                                                                                | Neue Edition                            |
| ---------------------------------------------------- | ------------------------------------------------------------------------------------------- | --------------------------------------- |
| Tim ist entführt und Gefangener Al Capones           | Al Capone spricht maskiert zu Tim.                                                          | Al Capone gibt sich diesem zu erkennen. |
| Tim hört ein Baby schreien und denkt, es sei Struppi | Mutter und Baby sind afroamerikanisch.                                                      | Mutter und Baby sind weißer Hautfarbe.  |
| Tim ist gefangen und soll ertränkt werden.           | Der Gangster hat zwei diabolische Chinesen als Helfershelfer, die planen, Struppi zu essen. | Die Chinesen tauchen nicht auf          |

## Fortsetzung
Tims späterer Erzfeind Roberto Rastapopoulos, wenn auch nicht namentlich genannt, hat in beiden Versionen des Albums seinen ersten Auftritt: Er ist zu Gast bei dem Festbankett und hört sich Tims Rede an. Seinen großen Auftritt hat er allerdings erst im nächsten Album Die Zigarren des Pharaos.
In der Originalversion sowie der ursprünglichen deutschen Version ist eine Anspielung auf Mary Pickford als Mary Pikeforth vorhanden, diese fehlt gänzlich in der Neuausgabe.